# Mithracinae
Mithracinae zij een onderfamilie van krabben (Brachyura) uit de familie Majidae.

## Geslachten
De Mithracinae omvatten de volgende geslachten:
- Ala Lockington, 1877
- Antarctomithrax  †  Feldmann, 1994
- Coelocerus A. Milne-Edwards, 1875
- Cyclocoeloma Miers, 1880
- Cyphocarcinus A. Milne-Edwards, 1868
- Leptopisa Stimpson, 1871
- Macrocoeloma Miers, 1879
- Micippa Leach, 1817
- Microphrys Milne Edwards, 1851
- Mithraculus White, 1847
- Mithrax A. G. Desmarest, 1823
- Nemausa A. Milne-Edwards, 1875
- Paranaxia Rathbun, 1924
- Picroceroides Miers, 1886
- Stenocionops A. G. Desmarest, 1823
- Teleophrys Stimpson, 1860
- Thoe Bell, 1836
- Tiarinia Dana, 1851